# Championnats du monde de taekwondo 2023
Navigation
Édition précédente Édition suivante
Les Championnats du monde de taekwondo 2023 se déroulent du 29 mai au 4 juin 2023 à Bakou en Azerbaïdjan. 16 épreuves de taekwondo figurent au programme, huit masculines et huit féminines, et classées par catégories de poids.
Certains sportifs de Russie et de Biélorussie sont autorisés à concourir sous la bannière neutre Athlète neutre individuel.

## Podiums

### Hommes
| Catégorie              | Or                        | Argent                   | Bronze                     |
| ---------------------- | ------------------------- | ------------------------ | -------------------------- |
| Poids fins (–54 kg)    | Park Tae-joon (KOR)       | Hugo Arillo (ESP)        | Omonjon Otajonov (UZB)     |
| Poids fins (–54 kg)    | Park Tae-joon (KOR)       | Hugo Arillo (ESP)        | Görkem Polat (TUR)         |
| Poids mouches (–58 kg) | Bae Jun-seo (KOR)         | Georgi Gurtsiev (ANI)    | Mahmoud Al-Taryreh (JOR)   |
| Poids mouches (–58 kg) | Bae Jun-seo (KOR)         | Georgi Gurtsiev (ANI)    | Adrián Vicente (ESP)       |
| Poids coqs (–63 kg)    | Hakan Reçber (TUR)        | Bahlung Tubtimdang (THA) | Carlos Navarro (MEX)       |
| Poids coqs (–63 kg)    | Hakan Reçber (TUR)        | Bahlung Tubtimdang (THA) | Joan Jorquera (ESP)        |
| Poids plumes (–68 kg)  | Bradly Sinden (GBR)       | Jin Ho-jun (KOR)         | Matin Rezaei (IRN)         |
| Poids plumes (–68 kg)  | Bradly Sinden (GBR)       | Jin Ho-jun (KOR)         | Ulugbek Rashitov (UZB)     |
| Poids légers (–74 kg)  | Marko Golubić (CRO)       | Stefan Takov (SRB)       | Leon Sejranovic (AUS)      |
| Poids légers (–74 kg)  | Marko Golubić (CRO)       | Stefan Takov (SRB)       | Kadyrbech Daurov (ANI)     |
| Poids welters (–80 kg) | Simone Alessio (ITA)      | Carl Nickolas (USA)      | Miguel Ángel Trejos (COL)  |
| Poids welters (–80 kg) | Simone Alessio (ITA)      | Carl Nickolas (USA)      | Seif Eissa (EGY)           |
| Poids moyens (–87 kg)  | Kang Sang-hyun (KOR)      | Ivan Šapina (CRO)        | Arian Salimi (IRN)         |
| Poids moyens (–87 kg)  | Kang Sang-hyun (KOR)      | Ivan Šapina (CRO)        | Artsiom Plonis (ANI)       |
| Poids lourds (+87 kg)  | Cheick Sallah Cissé (CIV) | Carlos Sansores (MEX)    | Emre Kutalmış Ateşli (TUR) |
| Poids lourds (+87 kg)  | Cheick Sallah Cissé (CIV) | Carlos Sansores (MEX)    | Paško Božić (CRO)          |

### Femmes
| Catégorie              | Or                     | Argent                       | Bronze                    |
| ---------------------- | ---------------------- | ---------------------------- | ------------------------- |
| Poids fins (–46 kg)    | Lena Stojković (CRO)   | Kamonchanok Seeken (THA)     | Ruka Okamoto (JPN)        |
| Poids fins (–46 kg)    | Lena Stojković (CRO)   | Kamonchanok Seeken (THA)     | Wang Xiaolu (CHN)         |
| Poids mouches (–49 kg) | Merve Dinçel (TUR)     | Panipak Wongpattanakit (THA) | Adriana Cerezo (ESP)      |
| Poids mouches (–49 kg) | Merve Dinçel (TUR)     | Panipak Wongpattanakit (THA) | Bruna Duvančić (CRO)      |
| Poids coqs (–53 kg)    | Nahid Kiani (IRN)      | Zuo Ju (CHN)                 | Shahd El-Hosseiny (EGY)   |
| Poids coqs (–53 kg)    | Nahid Kiani (IRN)      | Zuo Ju (CHN)                 | Tatiana Minina (ANI)      |
| Poids plumes (–57 kg)  | Luana Márton (HUN)     | Lo Chia-ling (TPE)           | Hatice Kübra İlgün (TUR)  |
| Poids plumes (–57 kg)  | Luana Márton (HUN)     | Lo Chia-ling (TPE)           | Maria Clara Pacheco (BRA) |
| Poids légers (–62 kg)  | Liliia Khuzina (ANI)   | Caroline Santos (BRA)        | Aaliyah Powell (GBR)      |
| Poids légers (–62 kg)  | Liliia Khuzina (ANI)   | Caroline Santos (BRA)        | Feruza Sadikova (UZB)     |
| Poids welters (–67 kg) | Magda Wiet-Hénin (FRA) | Julyana Al-Sadeq (JOR)       | Mari Nilsen (NOR)         |
| Poids welters (–67 kg) | Magda Wiet-Hénin (FRA) | Julyana Al-Sadeq (JOR)       | Ruth Gbagbi (CIV)         |
| Poids moyens (–73 kg)  | Althéa Laurin (FRA)    | Rebecca McGowan (GBR)        | Matea Jelić (CRO)         |
| Poids moyens (–73 kg)  | Althéa Laurin (FRA)    | Rebecca McGowan (GBR)        | Polina Khan (ANI)         |
| Poids lourds (+73 kg)  | Nafia Kuş (TUR)        | Svetlana Osipova (UZB)       | Bianca Cook (GBR)         |
| Poids lourds (+73 kg)  | Nafia Kuş (TUR)        | Svetlana Osipova (UZB)       | Kristina Adebaio (ANI)    |

## Tableau des médailles
| Rang  | Nation                  | Or | Argent | Bronze | Total |
| ----- | ----------------------- | -- | ------ | ------ | ----- |
| 1     | Corée du Sud            | 3  | 1      | 0      | 4     |
| 2     | Turquie                 | 3  | 0      | 3      | 6     |
| 3     | Croatie                 | 2  | 1      | 3      | 6     |
| 4     | France                  | 2  | 0      | 0      | 2     |
| 5     | Athlète neutre autorisé | 1  | 1      | 5      | 7     |
| 6     | Iran                    | 1  | 0      | 2      | 3     |
| 8     | Côte d'Ivoire           | 1  | 0      | 1      | 2     |
| 9     | Hongrie                 | 1  | 0      | 0      | 1     |
| 9     | Italie                  | 1  | 0      | 0      | 1     |
| 11    | Thaïlande               | 0  | 3      | 0      | 3     |
| 12    | Espagne                 | 0  | 1      | 3      | 4     |
| 12    | Ouzbékistan             | 0  | 1      | 3      | 4     |
| 14    | Brésil                  | 0  | 1      | 1      | 2     |
| 14    | Chine                   | 0  | 1      | 1      | 2     |
| 14    | Jordanie                | 0  | 1      | 1      | 2     |
| 14    | Mexique                 | 0  | 1      | 1      | 2     |
| 18    | États-Unis              | 0  | 1      | 0      | 1     |
| 18    | Serbie                  | 0  | 1      | 0      | 1     |
| 18    | Taipei chinois          | 0  | 1      | 0      | 1     |
| 21    | Égypte                  | 0  | 0      | 2      | 2     |
| 22    | Australie               | 0  | 0      | 1      | 1     |
| 22    | Colombie                | 0  | 0      | 1      | 1     |
| 22    | Japon                   | 0  | 0      | 1      | 1     |
| 22    | Norvège                 | 0  | 0      | 1      | 1     |
| Total | Total                   | 16 | 16     | 32     | 64    |